# Dominique Maingueneau
Dominique Maingueneau (1950) é um linguista e professor da Universidade de Paris IV Paris-Sorbonne, onde exerce a função de pesquisador no Centre d'étude des discours, images, textes, écrits, communications (CÉDITÉC). Também é membro do Institut Universitaire de France.
Sua pesquisa, iniciada nos anos 1970, concentra-se na Linguística e Análise do discurso franceses. O autor trata deste último tema tomando como ponto de partida a inseparabilidade do texto e do quadro social de sua produção e circulação. Ainda afirma não haver um plano do discurso que seja central, insistindo que tudo o que o constitui deriva dos mesmos fundamentos.
Assim, com ampla bibliografia publicada, o trabalho de Maingueneau associa um olhar pragmático sobre o discurso com teorias da enunciação linguística, conferindo importante contribuição para a teoria literária e a análise do discurso, pois percorre e indica os diferentes caminhos do texto e seu contexto, além de teorizar sobre as formas de interpretação.
Como proeminente estudioso no campo do Discurso, há anos ele vem trabalhando na área de "discursos de autoconstituição", que legitimam a produção da obra discursiva. Relaciona as teorias linguísticas de enunciação e a arqueologia de Michel Foucault.
O autor publicou diversos livros nesta última área de estudo, desde Initiation aux méthodes de l'analyse du discours (Paris, Hachette, 1976), destacando-se a obra Análise de textos de comunicação (São Paulo, Cortez, 2001), de grande utilização nas universidades do país, com inúmeras aplicações das leis do discurso da comunicação social. Sua grande obra no entanto, é Novas Tendências da Análise do Discurso (Paris, Hachette, 1987). Além disso, é co-editor do Dicionário de Análise do Discurso (São Paulo, Contexto, 2004).
Fluente em língua portuguesa, Maingueneau já esteve diversas vezes no Brasil, onde ministrou palestras sobre Análise do Discurso em algumas universidades.

## Análise do Discurso

### Quadro Geral
Análise do Discurso, ou AD, é um campo da linguística e da comunicação especializado em analisar construções ideológicas presentes no produto e objeto da atividade discursiva, o texto como discurso.
Portanto, é uma área de estudo que se situa no campo de articulação entre a organização linguística e o lugar social de sua produção. Dessa forma, pressupõe-se o princípio da inseparabilidade entre o texto e o quadro social de sua produção e circulação.
Tem emprego como instrumento para se analisar textos dos media (como jornalismo, publicidade) e as ideologias que os engendram. A Análise do Discurso é proposta a partir da filosofia materialista que põe em questão a prática das ciências humanas e a divisão do trabalho intelectual, de forma reflexiva. Assim, entende-se haver também uma relação entre a Análise do Discurso e teorias como o Relativismo linguístico, que confere à linguagem o papel de molde da maneira com que pensamos; ou mesmo tem sido aplicada nos campos da Psicologia e Psicanálise, estabelecendo uma relação entre pensamento e linguagem.
Maingueneau desenvolveu novos conceitos em seus textos, como os discursos constituintes, a sobreasseveração, o hiperenunciador, a destacabilidade e a participação. A partir destes foi possível renovar a análise do discurso na abordagem de questões ligadas ao interdiscurso e aos enunciadores - portanto, a problemática do sujeito.(Maingueneau, 2001, p. 33)
O Discurso admite a existência de três dimensões na comunicação verbal, que constituem o chamado Contrato de Comunicação (conceito de Patrick Charaudeau):
- Normas convencionadas para reger o ato comunicacional (como as Leis do Discurso);
- Relações de lugar entre os sujeitos interlocutores;
- Múltiplos gêneros do discurso que definem a situação de comunicação.

### Leis do Discurso
Destaca-se a importante contribuição de Maingueneau ao categorizar as chamadas Leis do Discurso, conjunto de normas a serem empregadas na interpretação dos enunciados. Normatizou também suas adaptações, estendidas a cada gênero discursivo.
Essas leis constituem, ao mesmo tempo, uma série de regras de conversação que os interlocutores supostamente devem conhecer e respeitar, dentro de um processo comunicacional. A lista das leis do discurso e as relações que estas entretêm entre si variam de um autor a outro. Algumas têm um alcance extremamente geral, como, por exemplo, a lei da pertinência ou a da sinceridade (Maingueneau, Análise de Textos de Comunicação, p. 34).

### Enunciação e Gêneros do Discurso
Em sua obra Novas tendências em Análise do Discurso (Maingueneau, 1997), o autor afirma que a Análise do Discurso prefere formular as instâncias de enunciação em termos de “lugares”, visando a enfatizar a preeminência e a preexistência da topografia social sobre os falantes que ai vêm se inscrever. Este primado do sistema de lugares é crucial a partir do momento em que raciocinamos em termos de formações discursivas; trata-se, então, segundo o preceito de Michel Foucault, de “determinar qual é a posição que pode e deve ocupar cada indivíduo para dela ser o sujeito”. A análise do discurso tem assim alto grau de dependência das ciências sociais e seu aparelho está sujeito à dialética da evolução científica que domina este campo.
Maingueneau afirma que esta instância de subjetividade enunciativa possui duas faces: por um lado, ela constitui o sujeito em sujeito de seu discurso, por outro, ela o assujeita. Se ela submete o enunciador a suas regras, ela igualmente o legitima, atribuindo-lhe a autoridade vinculada institucionalmente a este lugar.
Esta concepção opõe-se a qualquer concepção “retórica”: aquela que coloca dois indivíduos face a face e lhes propõe um repertório de “atitudes”, de “estratégias”, destinadas a atingir esta ou aquela finalidade consciente. Para a AD, não é possível definir nenhuma exterioridade entre os sujeitos e seus discursos.
Os enunciados dependentes da AD se apresentam, com efeito, não apenas como fragmentos de língua natural desta ou daquela formação discursiva, mas também como amostras de um certo gênero de discurso.
Reencontra-se aqui a noção de “contrato”: cada “gênero” presume um contrato específico pelo ritual que o define. Vale dizer que um discurso não é delimitado à maneira de um terreno, nem é desmontado como uma máquina. Constitui-se em signo de alguma coisa para alguém, em um contexto de signos e de experiências.
Gênero de Discurso é um dispositivo social de produção e recepção do discurso. É uma realidade empírica resultante da articulação entre a organização textual e o fenômeno social. Podem ser considerados gêneros do discurso a publicidade, o gênero literário, o jornalismo em suas diversas modalidades (como, por exemplo, o Fait divers).
Mas, se há gênero a partir do momento que vários textos se submetem a um conjunto de convenções comuns e que os gêneros variam segundo os lugares e as épocas, compreender-se-ia facilmente que a lista dos gêneros seja, por definição, indeterminada. Finalmente, cabe ao analista definir, em função de seus objetivos, os recortes genéricos que lhe parecem pertinentes.

## Biografia

### Formação Acadêmica
- Ex-aluno da Ecole Normale Superieure (St. Cloud) e Agrégé de Lettres modernes.

- Realizou estudos em Linguística e Filosofia, na Universidade de Paris X.

- Doutorado no 3º ciclo em Linguística: Teste de construção de uma semântica do discurso (Universidade Paris X, 1974).

- Doutorado em Linguística: Semântica da controvérsia - o interdiscurso. Estudo de um corpus de textos religiosos do século XVII (Universidade de Paris X, 1979).

### Profissional
- 1974-1980: Assistente de Linguística na Universidade de Amiens.

- 1980-1988: Professor Assistente de Linguística na Universidade de Amiens.

- 1988-2000: Professor de Linguística na Universidade de Amiens.

- Desde fevereiro de 2000: Professor de Linguística da Universidade de Paris-XII Créteil Val de Marne e Membro do CÉDITÉC (Centre d’Etude des Discours, Images, Textes, Ecrits et Communications).

- Desde janeiro de 2012: Professor de Linguística da Universidade de Paris IV Paris-Sorbonne.